# Mathieu Grébille
Mathieu Grébille (Parigi, 6 ottobre 1991) è un pallamanista francese.

## Palmarès

### Olimpiadi
- 1 medaglia:
  - 1 argento (Rio de Janeiro 2016)

### Mondiali
- 1 medaglia:
  - 1 oro (Qatar 2015)

### Europei
- 1 medaglia:
  - 1 oro (Danimarca 2014)